# 이명박 권총 협박 사건
이명박 권총 협박 사건(李明博 拳銃脅迫事件)은 2007년 12월 1일 이명박이 대한민국 제17대 대통령 선거 후보였던 때 자택에 괴한이 찾아와 권총으로 협박을 당한 사건이다.

## 이명박의 발언
이명박은 2009년 12월 1일 국빈 방문중인 헝가리 대통령 쇼욤 라슬로를 초청한 만찬 자리에서 박근혜 국회의원에게 이렇게 말했다고 보도되었다.
"나도 지난 대선 때 어느 괴한이 권총을 들고 집에까지 협박을 하러 와서 놀란 적이 있는데, 경호원들이 붙잡고 봤더니 큰 문제가 되지 않을 것 같아서 경찰에 신고도 하지 않고 그냥 돌려보냈다."

이 발언을 분석해 보면, 대한민국 제17대 대통령 선거 기간인 2007년 11월 25일부터 12월 19일 사이에 서울특별시 종로구 가회동에서 사건이 벌어졌으며, 괴한은 이명박의 뜻에 따라 경찰에 신고되지 않은 채 방면되었다는 내용이다.

## 이명박의 발언 이후 반응
자유선진당 대변인실은 2009년 12월 2일 발표한 성명서에서 이명박의 당시 판단에 대해 “용기가 아닌 만용”이라며 무기를 소지한 현행범을 자의로 판단해 방면한 점을 비판하였다.
이명박 선거캠프에 참여했던 강승규 한나라당 의원은 2009년 12월 3일 평화방송 라디오 <열린세상 오늘 이석우입니다>에 출연해 ‘권총 협박’을 둘러싼 논란을 설명했다. 그에 따르면 자신을 '총기 탈취범'이라고 주장한 인물이 전화기를 통해 입으로 총소리를 내면서 위협을 가한 일은 있었다고 한다. 하지만 이는 이명박 대통령의 발언과는 너무나 큰 차이가 있기 때문에 별개의 사건으로 보인다.
강승규 의원의 발언 이후, 노영민 민주당 대변인은 “대통령의 진중치 못한 말 한 마디에 대한민국은 대통령 후보까지 권총으로 위협하는 무법천지의 나라가 되었다”고 말했고, 박선영 자유선진당 대변인은 “외국 국가원수를 초청한 만찬회 석상에서 대통령이 직접 밝힌 비화가 ‘날조된 거짓말’이라는 항간의 의구심은 국익 차원에서라도 속히 밝혀야 한다”고 말했다.

## 청와대의 사실 확인
청와대는 2009년 12월 4일 브리핑을 통해 자유선진당 박선영 대변인이 이명박 대통령의 '권총 협박' 발언을 날조된 거짓말이라고 비판한 데 대해 유감을 표시하며 사과를 공식 요구했다.
김은혜 청와대 대변인은 "국빈만찬 당시 이 대통령은 한나라당 박근혜 전 대표의 안부를 물으면서 '대선 당시 권총 위해 협박을 받은 바 있다. 신고를 해서 용의자를 붙잡았다.'고 말했다."면서 "또 당시 용의자가 이 대통령의 사저에까지 간 것으로 확인됐다."고 말했다.
또한 "박 대변인이 사실에 근거하지 않은 떠도는 이야기를 확인도 거치지 않은 채 논평을 낸 데 대해 유감스럽게 생각한다."며 "공당 대변인의 도리가 아니며, 사과해야 할 사안."이라고 밝혔다.
이로써 권총 협박 사건은 사실임이 분명해졌으며, 다만 범인을 신고도 하지 않고 돌려보냈다는 것은 사실이 아닌 것으로 밝혀졌다.